# François-Paul Barletti de Saint-Paul
François-Paul Barletti de Saint-Paul (Paris, 8 février 1734 - Paris, 13 octobre 1809) est un pédagogue et grammairien français, qui a brièvement joué comme acteur.

## Biographie
Sa famille, d'origine napolitaine, s'installe en France au XVIIe siècle.
En 1756, Barletti de Saint-Paul est nommé « sous-instituteur des enfants de France » et enseigne Louis-Auguste, Louis-Stanislas-Xavier et Charles-Philippe.
Vers 1759-1760, il joue au Théâtre de la Monnaie à Bruxelles.
En 1764, il est poursuivi par le Parlement de Paris pour avoir publié un prospectus d'une Encyclopédie élémentaire et fui à Bruxelles où il se fait arrêter en juin 1765. De retour en France, il est écroué à la Bastille pendant trois mois, puis il se rend en Espagne où il exerce comme professeur de belles-lettres à Ségovie.
À son retour, il fait paraître plusieurs ouvrages sur la grammaire et la typographie.
Il est l'un des inspirateurs de la création des écoles normales en France.

## Œuvres
- Essai sur une introduction générale et raisonnée à l'étude des langues, et particulièrement des françoise et italiène, Paris, 1757.
- Le Secret révélé, ou Dialogues entre l'auteur d'un système qui a pour titre : “Pédagogie pratique et relative...”, Rotterdam, 1765.
- Nouveau système typographique, ou Moyen de diminuer de moitié, dans toutes les imprimeries de l'Europe, le travail et les frais de composition, de correction et de distribution, Paris, Imprimerie royale, 1776, lire en ligne sur Gallica.
- Description du cabinet littéraire que Madame de ***, auteur du “Nouveau système typographique”, et don Francisco Barletti de Saint-Paul... ont exécuté en 1773, à Madrid, pour faciliter les études de feu Don Carlos Clemente Antonio, infant d'Espagne..., Paris, 1777, lire en ligne sur Gallica.
- Moyen de se préserver des erreurs de l'usage dans l'institution de la jeunesse, ou Découverte de la meilleure manière possible d'enseigner les sciences et les langues aux enfants de l'un et de l'autre sexe, Paris, 1781[3],[4]).
- Vue relatives au but et aux moyens de l'instruction du peuple français, considérée sous le seul rapport de l'enseignement, Paris, 1793.